# Laufwasserkraftwerk Lenhausen
Das Laufwasserkraftwerk Lenhausen liegt an der Lenne im Ortsteil Lenhausen von Finnentrop. Es wird von der Lister- und Lennekraftwerke GmbH betrieben.
Die schlossähnliche Kraftwerksanlage wurde 1928 vom damaligen Ruhrtalsperrenverein aus Bruchstein errichtet und ist recht ursprünglich erhalten. Verbunden mit der Anlage ist ein Maschinistenwohnhaus, das längs des Obergrabens steht. Die Maschinenausstattung in der Kraftwerksanlage ist noch weitgehend aus der damaligen Zeit erhalten. Ebenso erhalten ist das alte Steuerpult mit dunkelgrauem Marmor, das jedoch nicht mehr im Einsatz ist.
Die Anlage steht seit 16. Juli 1996 unter Denkmalschutz. 
Das Wasser wird dem Kraftwerk durch einen Kanal zugeführt, der zwei Kilometer oberhalb an einer Wehranlage von der Lenne abzweigt. Dieser Obergraben hat eine Länge von 2.300 Meter. Aus ihm läuft durch einen Einlaufrechen mit automatischer Rechenreinigungsmaschine über eine Rohrleitung das Wasser in das Innere des Laufwasserkraftwerks. Die durchschnittliche Fallhöhe beträgt 6,6 Meter. Im Maschinenraum erzeugen zwei Kaplan-Spiral-Turbinen mit vertikaler Welle für je 15,5 m³/s von Voith über zwei Drehstrom-Synchron-Generatoren von Siemens insgesamt 4,9 Millionen Kilowattstunden Strom jährlich. Die Generatoren haben eine Gesamtleistung von 1.800 kVA.